# Arrows A18
Arrows A18 – samochód Formuły 1, zaprojektowany przez Franka Derniego i Paula Bowena, skonstruowany przez zespół Danka Arrows Yamaha. Model ten używany był w sezonie 1997, a jego kierowcami byli Damon Hill (wcześniej reprezentujący Brabhama i Williamsa, z którym zdobył mistrzostwo w 1996) i Pedro Diniz (poprzednio startujący dla ekip Forti i Ligier). Model napędzany był dziesięciocylindrowymi silnikami Yamaha.
Model okazał się niekonkurencyjny, a kierowcy zespołu zaledwie trzykrotnie zdobywają punkty. Zespół poprawił tempo po zatrudnieniu Johna Barnarda. Podczas Grand Prix Węgier, Damon Hill dojechał do mety na drugiej pozycji, prowadząc przez większość wyścigu. Było to ostatnie podium zdobyte przez brytyjski zespół. Kierowcy Arrowsa łącznie zdobyli dziewięć punktów, co przełożyło się na ósme miejsce w klasyfikacji konstruktorów. Był to ostatni samochód Formuły 1, napędzany silnikiem Yamaha. Następcą modelu był Arrows A19.

## Tło
Arrows został założony w listopadzie 1977 roku przez czterech pracowników zespołu Shadow, Alana Reesa, Jackie Olivera, Dave’a Wassa i Tony’ego Southgate’a i przez włoskiego finansistę Franco Ambrosio. Siedziba zespołu mieściła się w Milton Keynes, a pierwszy ich samochód, FA1 zbudowany został w 53 dni. Niedługo po założeniu zespołu, Ambrosio opuścił zespół i trafił do więzienia za nieprawidłowości finansowe, natomiast Shadow pozwał Arrowsa, twierdząc, że model FA1 jest podobny do samochodu Shadow DN9. Zespół, wiedząc że przegra proces sądowy, postanowił opracować projekt nowego samochodu. Wysoki Sąd Sprawiedliwości w Londynie orzekł, że Arrows nielegalnie posiadał i stosował modele DN9, ponadto 40% części obu samochodów były identyczne. Nakazano demontaż wszystkich części FA1 i przekazanie ich zespołowi Shadow. Model A1 powstał w 52 dni i został pokazany prasie trzy dni po wyroku.
W sezonach 1978–1990 zespół brał udział w 197 wyścigach, zdobywając 116 punktów, jedno pole position (które zdobył Riccardo Patrese do wyścigu o Grand Prix Stanów Zjednoczonych – Zachód 1981) i siedem miejsc na podium – po raz ostatni uczynił to Eddie Cheever podczas Grand Prix Stanów Zjednoczonych 1989, dojeżdżając na trzeciej pozycji. Najlepszy występ ekipa zanotowała w sezonie 1988, kiedy to Arrows został sklasyfikowany na piątej pozycji.
W listopadzie 1989, Wataru Ohashi, prezydent firmy logistycznej Footwork Express Co. Ltd., zaczął inwestować w Arrowsa, a logo japońskiej firmy zaczęło pojawiać się na samochodach zespołu. Po sezonie 1990 ekipa zostaje sprzedana Ohashiemu, a zespół zmienił nazwę na Footwork. Pod koniec 1993 roku, Ohashi został zmuszony przez swoich udziałowców do nieinwestowania kolejnych pieniędzy w zespół. Dwa lata później, jego udziały zostały odkupione przez Olivera i Reesa, przy pomocy domu finansowego Schwabische Finanz & Unternehmensberatung AG. Do sezonu 1996, Footwork wziął udział w 91 wyścigach, zdobywając 25 punktów i jedno miejsce na podium, które wywalczył Gianni Morbidelli podczas Grand Prix Australii 1995

### Sprzedaż zespołu
W marcu 1996, Tom Walkinshaw, założyciel grupy TWR, wraz ze swoim wspólnikiem Peterem Darnbroughiem kupili 51% akcji od Alana Reesa. Stało się to kilka dni po informacji, że Walkinshaw opuści zespół Ligier, po nieudanej próbie kupna francuskiej ekipy. Miesiąc później zespół został przeniesiony do siedziby Tom Walkinshaw Racing w Leafield, choć tunel aerodynamiczny pozostał w Milton Keynes.

## Specyfikacja techniczna
Arrows A18 był zupełnie nowym modelem, zaprojektowanym przez nowy sztab inżynierów. Prace projektowe, pod kierownictwem Paula Bowena rozpoczęły się w czerwcu 1996. Nastąpiły modyfikacje w tunelu aerodynamicznym w celu przyśpieszenia prac, jednak we wrześniu Walkinshaw musiał opóźnić rozwój, ze względu na brak umowy z Yamahą, ponadto po zatrudnieniu Damona Hilla trzeba było zmodyfikować obszar na nogi.

### Silnik i skrzynia biegów

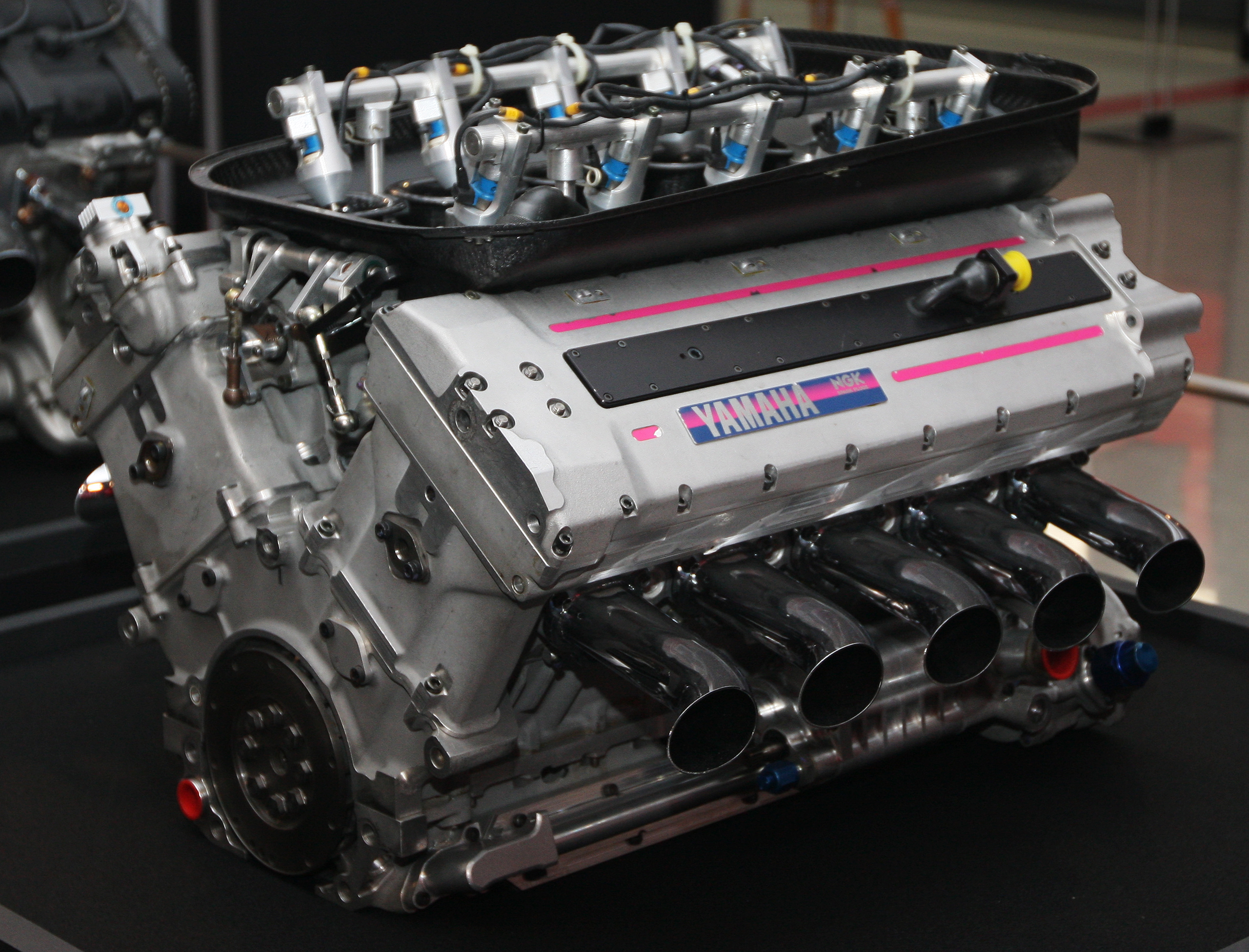
Yamaha OX11A, używana w modelu A18

Samochód Arrows A18 był napędzany był dziesięciocylindrowymi silnikami Yamaha OX11 o pojemności 2996 cm³. Takich samych jednostek używał zespół Tyrrell w sezonie 1996. Dziesięć cylindrów w konfiguracji „V” było usytuowanych względem siebie pod kątem 72°. Jednostka napędowa osiągała 700 KM przy 14 000 obrotów na minutę, co było małą zmianą, ponieważ silnik używany w modelu Tyrrell 024 produkował 690 KM przy 13 800 obrotów na minutę. W przeciwieństwie do jednostki OX10A była ona lżejsza o 25 kilogramów. Dla porównania silnik Ferrari Tipo 046/2 produkował 780 KM przy 14 000 obrotów na minutę, zaś jednostka Renault RS9 osiągała 755 KM przy 14 800 obrotów na minutę. Na rozrząd składały się podwójne wałki rozrządu (DOHC). Za wał napędowy odpowiadał Arrows. Wielotarczowe sprzęgło wykonane było przez AP
Silnik powstał we współpracy Yamahy wraz z firmą Engine Developments, mieszczącą się w brytyjskim Rugby, prowadzoną przez Johna Judda. Jak przyznał Tom Walkinshaw podczas prezentacji modelu, podczas prac został zidentyfikowany problem silnika, którym była mała waga jednostki. Zespół silnikowy, pod kierunkiem Geoffa Goddarda, byłego inżyniera Coswortha, postanowił zwiększyć jego wagę, natomiast w Japonii i Wielkiej Brytanii pracowano nad poprawą osiągów silnika, zapowiadając trzy etapy ewolucji silnika: przed rozpoczęciem sezonu, przed wyścigiem o Grand Prix San Marino, zapowiadając zwiększenie wydajności przed Grand Prix Wielkiej Brytanii.
Długość całkowita silnika wynosiła 575 mm, szerokość – 499 mm, natomiast wysokość – 373 mm. Za zapłon odpowiedzialne były świece NGK. Paliwo dostarczane było przez firmę Petroscience, zaś za oleje odpowiedzialna była firma Elf. Zbiornik paliwa został skonstruowany przez ATL i miał pojemność 110 litrów. Za chłodzenie odpowiadały urządzenia firm Secan i Marston.
Sześciobiegowa, półautomatyczna skrzynia biegów została wyprodukowana przez Arrowsa, we współpracy z firmą Xtrac i została zamontowana wzdłużnie. Minimalna masa skrzyni biegów wynosiła 59 kilogramów.

### Nadwozie i zawieszenie
Arrows wyprodukował nadwozie typu monocoque z włókna węglowego o strukturze plastra miodu i materiałów kompozytowych. Zarówno na przednie, jak i tylne zawieszenie składały się podwójne wahacze i popychacze, poruszane systemem potrójnych amortyzatorów.
W samochodzie używane były opony japońskiej firmy Bridgestone oraz felgi BBS o średnicy 13 cali. Opony Bridgestone zostały użyte po raz pierwszy w Formule 1 podczas Grand Prix Japonii 1976 w samochodzie Tyrrell 007, prowadzonym przez Kazuyoshiego Hoshino. W następnej edycji, Hoshino wraz z Noritake Takaharą używają opon Bridgestone, tym razem korzystając z samochodu Kojima. Od 1989 roku, japońska firma testowała opony przeznaczone do Formuły 1. Pierwszymi kierowcami testującymi opony byli Paolo Barilla i Christian Danner, jeżdżąc zmodyfikowanym samochodem Formuły 3000, wyprodukowanym przez Reynard Motorsport. W 1990, firma zakupiła samochód Tyrrell, w którym zamontowano silnik Mugen, który prowadzili Volker Weidler i Johnny Herbert. Później używany był samochód Tyrrell 020, który prowadzili Aguri Suzuki, Mauro Martini i Heinz-Harald Frentzen. Do 1994 roku kierowcy przejechali w sumie 21 tysięcy kilometrów. Choć w 1995 roku nie testowano opon, to w następnym roku rozwoju opon podjęli się Aguri Suzuki, Jos Verstappen i Tarso Marques, którzy przejechali łącznie osiem tysięcy kilometrów, korzystając z samochodów Ligier JS41 i Footwork FA17. W marcu 1996 ogłoszono dostarczanie opon Bridgestone od sezonu 1998. Siedem miesięcy później firma postanowiła przyspieszyć swój powrót o rok.
Na układ hamulcowy składały się zaciski Brembo oraz klocki i tarcze hamulcowe, wyprodukowane przez Carbone Industrie. Rzeczywista masa całkowita samochodu wynosiła wraz z kierowcą i kamerami telewizyjnymi 600 kilogramów. Rozstaw osi wynosił 3000 mm, długość – 4070 mm. Rozstaw kół przednich wyniósł 1650 mm, natomiast tylnych – 1600 mm.
W prace aerodynamiczne nad samochodem zaangażowany był Simon Jennings, który wcześniej pracował nad aerodynamiką FA17. Brytyjczykowi pomagał Eric Lacotte, wcześniej pracujący dla Ligiera.

## Sponsoring
Pod koniec grudnia 1996 sponsorem tytularnym zespołu została amerykańska firma Danka, zajmująca się dostarczaniem m.in. kserokopiarek i faksów. Umowa została podpisana na okres dwóch lat. Oprócz tego zespół sponsorowały takie firmy jak Topware, Power Horse, Zepter, Lycra, Quest, Track&Field, Hewlett-Packard czy Parmalat, który był osobistym sponsorem Pedro Diniza

## Kierowcy

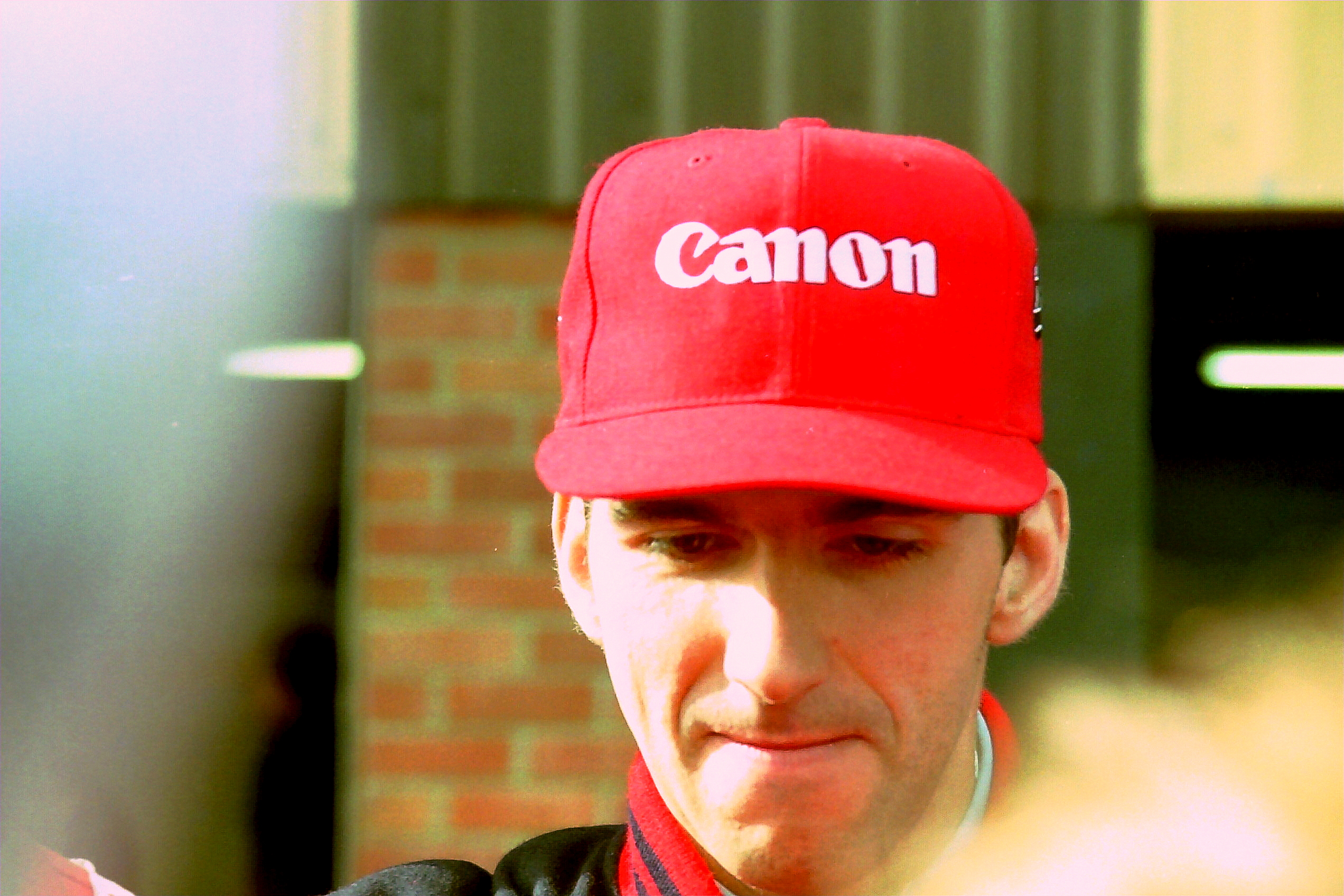
Damon Hill

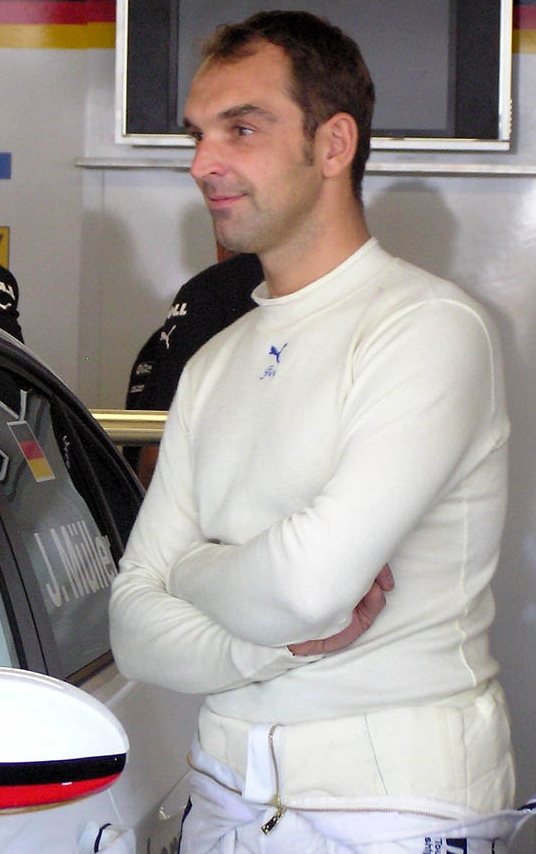
Jörg Müller, kierowca testowy zespołu

27 września 1996, Arrows ogłosił podpisanie umowy z Damonem Hillem, który kilka dni wcześniej został poinformowany, że nie zostanie przedłużony mu kontrakt z Williamsem i zostanie zastąpiony przez Heinza-Haralda Frentzena. 11 października 1996, podczas weekendu wyścigowego o Grand Prix Japonii, Walkinshaw potwierdził, że partnerem zespołowym Hilla będzie Pedro Diniz. Tym samym zespół miał nowy skład kierowców.
Damon Hill zadebiutował w Formule 1 podczas Grand Prix Hiszpanii 1992, zastępując Giovannę Amati w zespole Brabham. Zakwalifikował się do dwóch wyścigów, Grand Prix Wielkiej Brytanii i Grand Prix Węgier, które zakończył odpowiednio na szesnastym i jedenastym miejscu. Po wyścigu na torze Hungaroring zespół, przeżywający kłopoty finansowe wycofał się ze startów. W sezonie 1993 został kierowcą wyścigowym w Williamsie, awansując z roli kierowcy testowego, wygrywając trzy wyścigi, kończąc sezon na trzeciej pozycji. W sezonie 1994 został partnerem zespołowym Ayrtona Senny, a po jego śmierci został liderem zespołu. Wygrał sześć wyścigów, rywalizując o tytuł mistrzowski z Michaelem Schumacherem, przegrywając z nim o jeden punkt. Sezon 1995 był nieco gorszy, jednak Brytyjczyk był w stanie wygrać cztery wyścigi, zdobywając ponownie wicemistrzostwo świata. Ostatni rok przyniósł Brytyjczykowi tytuł mistrzowski, wygrywając aż osiem wyścigów, wygrywając pojedynek z Jacquesem Villeneuve’em o dziewiętnaście punktów
Pedro Diniz zadebiutował w najwyższej serii wyścigowej w sezonie 1995, reprezentując debiutujący w stawce zespół Forti. W siedemnastu wyścigach nie zdołał zdobyć punktu, a najwyższą lokatą, jaką odniósł Brazylijczyk w sezonie 1995, było siódme miejsce odniesione w finałowym wyścigu, Grand Prix Australii. Na sezon 1996 przeniósł się do Ligiera, gdzie zdobył dwa punkty (za szóste miejsca w Grand Prix Hiszpanii i Grand Prix Włoch). W klasyfikacji kierowców zajął on piętnastą pozycję.
Kierowcą testowym Arrowsa został Jörg Müller. Pierwsze sukcesy niemiecki kierowca odniósł w 1989 roku, gdzie zdobył mistrzostwo \Niemieckiej Formuły Opel Lotus oraz Europejskiej Formuły Ford 1600. W 1991 wygrał wyścig Formuły 3 w Monako, natomiast dwa lata później zwyciężył w prestiżowym Grand Prix Makau. W 1994 zdobył mistrzostwo Niemieckiej Formuły 3, zaś dwa lata później został mistrzem Formuły 3000 i zwycięzcą wyścigu 24-godzinnego na torze Circuit de Spa-Francorchamps. Spekulacje na temat zatrudnienia Müllera pojawiały się w październiku 1996, jednak Niemiec szukał posady w innych zespołach Formuły 1 i ostatecznie 25 listopada 1996 udało się podpisać kontrakt z Arrowsem.

## Prezentacja
Arrows A18 został zaprezentowany 9 stycznia 1997 podczas imprezy Autosport International w Birmingham. Wówczas szef zespołu, Tom Walkinshaw powiedział:

Mamy kilka nowych początków. To nowy początek dla Damona Hilla, nowy początek dla zespołu Arrows i nowy początek dla mnie. Stworzyliśmy silny zespół techniczny i sponsorski, ale nie sądzę, aby ktokolwiek z nas wątpił, że mamy dużo ciężkiej pracy do wykonania

Szef Arrowsa wyraził nadzieję, że samochód będzie w stanie być w pierwszej trójce podczas drugiej połowy sezonu. Podkreślił, że nie ma żadnego powodu, aby nie przypuścić tego, że Damon Hill będzie w stanie wygrać jeden lub dwa wyścigi, zaznaczając, że samochód posiada techniczny aspekt, który da przewagę nad innymi zespołami w 25% wyścigów. Brytyjczyk zaznaczył, że nie jest łatwo wygrywać i na zdobycie tytułu mistrzowskiego potrzeba trzech lat. Ponadto Walkinshaw też powiedział:

Jeśli chodzi o sprzęt, prawdopodobnie mamy to samo, co inne duże zespoły, ale musisz sprawić, aby ludzie pracowali w harmonii jako zespół. Musisz dokłądnie określić, czego chcesz, aby wszyscy robili i zachować ich 100% koncentracji na wykonywaniu na tej pracy i na tym, aby wierzyli, że ich koledzy wykonują pracę równie dobrze.

Frank Dernie podczas prezentacji samochodu powiedział, że choć skonstruowano samochód konwencjonalny, to jednak jest on zupełnie nowy. Jednym z pomysłów Derniego było skonstruowanie wspornika na górze, przymocowując do niego silnik Yamahy – to miało sprawić, że silnik miał produkować więcej mocy. W czasie prezentacji, Damon Hill nazwał Walkinshawa „świetnym motywatorem”, podkreślając jak bardzo jest on szanowany wśród członków zespołu. Brytyjczyk powiedział również, że ten sezon będzie dla niego trudnym. Ogłoszono także inżynierów wyścigowych – Vincent Gaillardot został inżynierem wyścigowym Damona Hilla, zaś inżynierem Pedro Diniza został Steve Clark.

## Testy przedsezonowe
Pierwsze sesje testowe przed sezonem 1997 odbywały się na torze Circuito Permanente de Jerez. Model A18 pojawił się po raz pierwszy na torze 20 stycznia 1997, a jego kierowcą był Damon Hill. W deszczowej sesji, Brytyjczyk przejechał dwanaście okrążeń, uzyskując najlepszy wynik 1:47.36, o ponad dziewięć sekund gorszy od rezultatu Rubensa Barrichello, zajmując ostatnie miejsce. Następnego dnia brytyjski kierowca nie uzyskał pomiarowego okrążenia. Trzeciego dnia, Hill uzyskał czas 1:26.99, ponownie zajmując ostatnie miejsce, ze stratą prawie pięciu sekund do Frentzena.
Kolejne testy samochodu A18 miały miejsce w dniach 29–30 stycznia 1997 na torze Silverstone, gdzie ponownie za kierownicą siedział Damon Hill. W ciągu dwóch dni przejechał 33 okrążenia, a najlepszy czas okrążenia Brytyjczyka wyniósł 1:38.41. Przez cały czas trwania testów na brytyjskim torze panowały deszczowe warunki.
W dniach 7–9 i 11–13 lutego 1997, Hill testował Arrowsa na torze Circuit de Catalunya w Barcelonie. 7 lutego przejechał 21 okrążeń, a jego najlepszy czas wyniósł 1:22.22, o prawie cztery gorszy od rezultatu Oliviera Panisa. Następnego dnia poprawił wynik o 0,3 sekundy i zajął trzecie miejsce. 9 lutego był jeszcze szybszy – rezultat 1:20.7, choć był gorszy o prawie dwie sekundy od Rubensa Barrichello, dał mu drugie miejsce, wyprzedzając Jana Magnussena ze Stewarta. W dniach 11–13 lutego 1997, mistrz świata z 1996 testował samotnie. Przejechał on ponad 75 okrążeń, a jego najlepszy wynik uzyskał 11 lutego, osiągając rezultat 1:20.1.
Ostatnim testem dla samochodu przed rozpoczęciem sezonu była sesja na torze Silverstone, która odbyła się 20 lutego, a w której wzięli udział obaj kierowcy Arrowsa, wspólnie z kierowcami Tyrrella. Lepszy okazał się Brazylijczyk, który osiągnął wynik 1:33.55, o prawie sześć sekund szybciej od Brytyjczyka.

## A18 w wyścigach
Pierwszym wyścigiem sezonu 1997 był wyścig o Grand Prix Australii. W kwalifikacjach, Damon Hill zajął dwudziestą pozycję, natomiast Pedro Diniz został sklasyfikowany dwie pozycje niżej. Brazylijczyk złamał regułę 107%, jednak Tom Walkinshaw przekonał stewardów, że Diniz wykręcał rano czasy dużo szybsze i nie był w stanie ustawić czasu z powodu problemów mechanicznych, dzięki czemu brazylijski kierowca został dopuszczony do rywalizacji. Po kwalifikacjach, Tom Walkinshaw powiedział, że po wyścigu w Australii testy będą priorytetem przed rundami w Ameryce Południowej. Już podczas okrążenia rozgrzewkowego z rywalizacji odpadł Damon Hill, gdzie posłuszeństwa odmówiła przepustnica. Diniz natomiast ukończył rywalizację na dziesiątej pozycji, z czterema okrążeniami straty do Davida Coultharda z McLarena.
Po wyścigu w Australii, w dniach 16–18 marca, Arrows wraz z Williamsem testowali na torze Circuit Paul Ricard. Przez pierwsze dwa dni testował Damon Hill, wyjeżdżając w sumie 155 okrążeń, a najlepszy jego rezultat wyniósł 1:08.0, o ponad 1,6 sekund wolniej od Frentzena. 18 marca 1997, Hill został odznaczony Orderem Imperium Brytyjskiego przez królową Elżbietę II. Wobec czego, trzeciego dnia jeździł Diniz, który zakończył sesję z czasem 1:08.78, o ponad trzy sekundy wolniej od Villeneuve’a.
W sesji kwalifikacyjnej do Grand Prix Brazylii, Hill zajął dziewiąte miejsce ze stratą 1,086 sekund do Villeneuve’a. Diniz był wolniejszy od partnera zespołowego o sekundę i był szesnasty, choć pod koniec sesji, kiedy mógł poprawić wynik pojawiła się na torze czerwona flaga. Na 15. okrążeniu Pedro Diniz odpadł z wyścigu, wypadając z toru, natomiast 53 okrążenia później dochodzi do wybuchu silnika Yamaha w samochodzie Damona Hilla. Mimo tego, Brytyjczyk przejechał 90% dystansu wyścigu i został sklasyfikowany na siedemnastym miejscu.
Kwalifikacje do Grand Prix Argentyny, Hill zakończył na trzynastym miejscu, zaś Diniz dopiero był na 22. pozycji. Po sesji, Hill przyznał, że potrzeba więcej koni mechanicznych, żeby móc konkurować. Na pierwszych okrążeniach, Brytyjczyk awansował na szóste miejsce, natomiast Brazylijczyk awansował o jedenaście miejsc. Obaj starali się stosować strategię jednej wizyty w alei serwisowej. W czasie trwania wyścigu zderzył się z Jeanem Alesim, później kończąc wyścig na 33. okrążeniu z powodu awarii silnika. Na 50. okrążeniu awaria skrzyni biegów dopada Diniza i Brazylijczyk nie kończy wyścigu.
W kwalifikacjach do Grand Prix San Marino, Damon Hill został sklasyfikowany na piętnastej pozycji, zaś Pedro Diniz był siedemnasty. W tym czasie zespół miał „problem z silnikiem Yamaha” i został wciśnięty do małego garażu, co spowodowało, że Walkinshaw nazwał to „kompletną hańbą”. Przed wyścigiem, w samochodzie Brytyjczyka doszło do problemu z uszczelnieniem olejowym w rozruszniku samochodu i Hill przesiadł się do samochodu zapasowego, startując do wyścigu z alei serwisowej. Na jedenastym okrążeniu doszło do kolizji, w której udział wzięli Damon Hill i Shinji Nakano, którzy zakończyli wyścig. Na 53. okrążeniu doszło do awarii skrzyni biegów u Diniza i ponownie kierowcy Arrowsa nie ukończyli zmagań.
Po wyścigu w Imoli, Arrows brał udział w sesji testowej na torze Circuit de Catalunya w Barcelonie w dniach 29 kwietnia–1 maja, wraz z zespołami Benetton, Jordan, Minardi i Sauber. Pierwszego dnia, Hill przejechał dziewiętnaście okrążeń i uzyskał wynik 1:23.00, zajmując piąte, ostatnie miejsce. Drugiego dnia, Brytyjczyk pokonał 61 okrążeń, a jego najlepszy czas wynosił 1:21.73. Trzeciego dnia testowali Hill i Diniz – Brytyjczyk przejechał ponownie 61 okrążeń, ustanawiając swój najlepszy czas na poziomie 1:22.55, natomiast Brazylijczyk pokonał zaledwie sześć okrążeń, a jego najlepszy wynik wyniósł 1:23.20.
Przed wyścigiem o Grand Prix Monako, Damon Hill miał nadzieję, że wyścig w Monte Carlo będzie pierwszą rundą, którą ukończy, a być może nawet zdobędzie punkty. Brytyjczyk dał również wskazówki firmie Bridgestone co do nawierzchni w Monako, licząc że poprawi to formę zespołu. Z zespołu odszedł Frank Dernie, a jego miejsce zajął John Barnard. W sesji kwalifikacyjnej na torze Circuit de Monaco, Hill zajął trzynaste miejsce, natomiast Diniz – szesnaste. Podobnie jak w dwóch poprzednich rundach żaden z kierowców Arrowsa nie dojechał do mety – na początku wyścigu odpadł Brazylijczyk, natomiast później Brytyjczyk – Diniz wpadł w poślizg, natomiast Hill uczestniczył w wypadku. Dzień po wyścigu, pojawiły się informacje, że Alain Prost jest zainteresowany Hillem i chciałby podpisać z nim kontrakt na sezon 1998.
Przed Grand Prix Hiszpanii gotowa była nowa jednostka Yamahy, jednak prezentowała ona rozczarowujące osiągi podczas testów na obiekcie Circuit de Nevers Magny-Cours, wobec czego nadal trwały prace nad jej konkurencyjnością. Kwalifikacje do wyścigu w Barcelonie zakończyły się piętnastą pozycją dla Damona Hilla, natomiast Pedro Diniz wyprzedził tylko Jana Magnussena. Obaj odpadają z wyścigu przez awarię silnika – Brytyjczyk na siedemnastym okrążeniu, Brazylijczyk – 36 okrążeń później. Po wyścigu, Damon Hill zaprzeczał, że czuje się nieszczęśliwy w zespole. Tom Walkinshaw odbył spotkanie z przedstawicielami Yamahy, wierząc, że producent dokona wszystko, aby poprawić niezawodność i osiągi silników.
Kilka dni po rundzie w Barcelonie, Hill musiał stawić się na procesie w sprawie śmierci Ayrtona Senny podczas Grand Prix San Marino 1994. Brytyjczyk zeznał wówczas, że nie miał wątpliwości, że nie mogło być innego powodu wypadku niż awaria układu kierowniczego. Mistrz świata z 1996 przyznał, że dokonano zmian w kolumnie kierownicy zarówno u Senny, jak i u niego, ponieważ obaj poczuli dyskomfort w samochodzie FW16, ze względu na małą odległość między kierowcą a kierownicą. 6 czerwca, Pedro Diniz wziął udział w sesji testowej na torze w Magny-Cours, gdzie przejechał 41 okrążeń, wykręcając czas 1:18.95, o 3,5 sekundy wolniej od Oliviera Panisa
Przed wyścigiem o Grand Prix Kanady, zespół postanowił o użyciu nowej jednostki napędowej w kwalifikacjach. Początkowo myślano, że specyfikacja C będzie używana przez cały sezon, ponieważ w specyfikacji D silnka Yamahy wystąpiły problemy z temperaturą oleju i wody. W kwalifikacjach, Hill używał specyfikacji C silnika, natomiast Diniz przez wybuch silnika musiał używać wersji D. W kwalifikacjach, Hill i Diniz zajęli odpowiednio piętnaste i szesnaste miejsce. Po raz pierwszy od wyścigu w Brazylii, Arrows zakończył wyścig i po raz pierwszy obaj kierowcy ukończyli zmagania – lepszy okazał się Diniz, który zajął ósme miejsce, natomiast pozycje niżej uplasował się Brytyjczyk. Obaj kierowcy stracili okrążenie do zwycięzcy, którym został Michael Schumacher z Ferrari.
Po wyścigu na torze Circuit Gilles Villeneuve, Arrows udał się na sesję testową na Silverstone, która odbywała się w dniach 18–20 czerwca. Pierwszego dnia testował Diniz, który pokonał 37 okrążeń, a jego najlepszy rezultat wynosił 1:27.15. W następnych dwóch dniach jeździł Hill, zaliczając najlepszy swój wynik podczas ostatniego dnia, w którym miał wynik 1:28.0. Wszystkie sesje na brytyjskim torze odbywały się w mokrych warunkach.
Podczas piątkowych treningów do Grand Prix Francji, które odbywały się w deszczu, Hill zademonstrował swoje umiejętności, ulegając tylko Rubensowi Barrichello. Michael Schumacher z Ferrari uznał taką sesję za „bezwartościową”. W kwalifikacjach po raz pierwszy najlepszym kierowcą Arrowsa był Pedro Diniz, który zajął szesnastą pozycję, a tuż za nim uplasował się Damon Hill. Jak przyznał potem Brytyjczyk, miał problemy z hamulcami i zawrócił na jednym zakręcie, dodatkowo korzystając z samochodu zapasowego, który nie był skonfigurowany tak jak trzeba. Na pierwszym zakręcie Brytyjczyk został zepchnięty z toru i musiał udać się na pit-stop, w celu wymiany przedniego skrzydła. Hill dojechał do mety na dwunastej pozycji, z trzema okrążeniami straty do Michaela Schumachera, zaś Diniz odpadł na 58. okrążeniu przez poślizg.

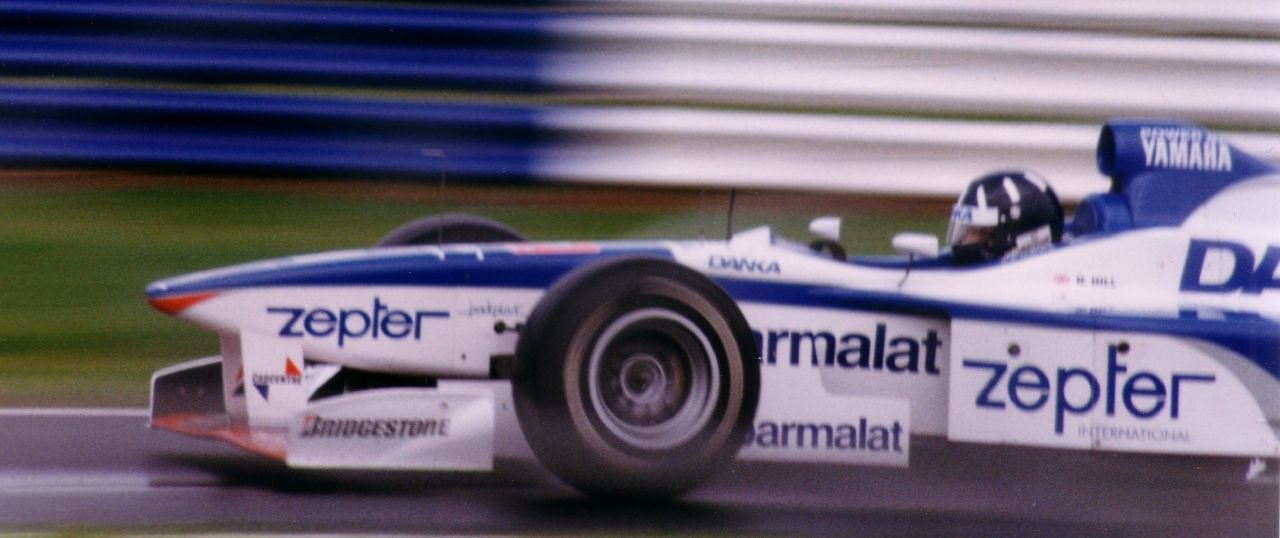
Damon Hill podczas Grand Prix Wielkiej Brytanii 1997

Po eliminacji na torze Circuit de Nevers Magny-Cours, kierowcy Arrowsa udali się na sesję testową na Silverstone, która odbywała się w dniach 2–4 lipca. Pierwszego dnia, Hill przejechał 35 okrążeń, a jego najlepszy wynik wynosił 1:25.43, co dało trzynaste miejsce. Drugiego dnia, do Damona Hilla dołączył Pedro Diniz – Brazylijczyk pokonał dwanaście okrążeń, uzyskując najlepszy czas 1:25.90, o pół sekundy szybciej od Brytyjczyka, który przejechał dwa razy więcej okrążeń od partnera zespołowego – obaj zostali sklasyfikowani odpowiednio na piętnastym i szesnastym miejscu. Trzeciego dnia, Hill był szybszy, pokonując 38 okrążeń, a jego czas wyniósł 1:23.69, zajmując trzynastą pozycję. Diniz z czasem 1:24.27 został sklasyfikowany na piętnastej pozycji. W tym czasie chodziły plotki, że przed wyścigiem w Wielkiej Brytanii nastąpi wymiana między Damonem Hillem a Shinji Nakano – Brytyjczyk miałby trafić do Prosta, natomiast Japończyk do Arrowsa. W czasie sesji testowej, Diniz testował nowy silnik i skrzynię biegów, podczas gdy Hill jeździł ze starszą jednostką, testując opony Bridgestone. Ploktowano także, że Hill trafi do Saubera, czego Walkinshaw zaprzeczył.
Przed wyścigiem na Silverstone, Tom Walkinshaw oskarżył Damona Hilla, że nie wykonuje on swojej pracy, natomiast mistrz świata stwierdził, że opuści zespół, jeśli Arrows nie będzie w stanie zbudować konkurencyjnego samochodu. Szef Arrowsa powiedział również, że jeśli pieniądze nie są wystarczająca motywacją, to strach przed porażką powinien wystarczyć. W sesji kwalifikacyjnej do Grand Prix Wielkiej Brytanii, Hill był dwunasty, cztery pozycje wyżej od Diniza. W niedzielny poranek spadł deszcz, który ustał w czasie rozgrzewki przed wyścigiem – Hill wykorzystał to i ustanowił najszybszy czas sesji. Brytyjski kierowca ukończył wyścig na punktowanej pozycji, dojeżdżając na szóstym miejscu, ze stratą ponad minuty do Villeneuve’a, zaś Brazylijczyk nie ukończył eliminacji przez problem z zaworem powietrza w swoim silniku na 29. okrążeniu. Trzy dni po wyścigu, Hill testował opony w specyfikacji na sezon 1998, ustanawiając czas 1:24.46.
W kwalifikacjach do Grand Prix Niemiec, Hill i Diniz zajęli odpowiednio trzynastą i szesnastą pozycję. Brytyjczyk powiedział, że liczył na taki wynik, natomiast przed sesją w samochodzie Brazylijczyka spadła moc silnika i przesiadł się do samochodu zapasowego, gdzie miał szybsze tempo. Ponownie rundę ukończył Hill, który zajął ósme miejsce, ze stratą jednego okrążenia do Gerharda Bergera z Benettona. Diniz miał kolizję na ósmym okrążeniu z Johnnym Herbertem z Saubera i tym samym zakończył swój start na torze Hockenheimring.
W dniach 31 lipca–1 sierpnia zespół ponownie testował na Silverstone. Pierwszego dnia, w mokrych warunkach, Pedro Diniz pokonał dziewiętnaście okrążeń, a jego najlepszy wynik wyniósł 1:37.56, co dało mu trzecie miejsce. Następnego dnia, tor był już suchy i Brazylijczyk wykręcił najszybszy czas 1:24.52, wykręcając 57 okrążeń. W czasie drugiego dnia testów poinformowano, że Jörg Müller ma zastąpić Hilla w sezonie 1998, jednak szef zespołu nie wydał oświadczenia w tej sprawie.

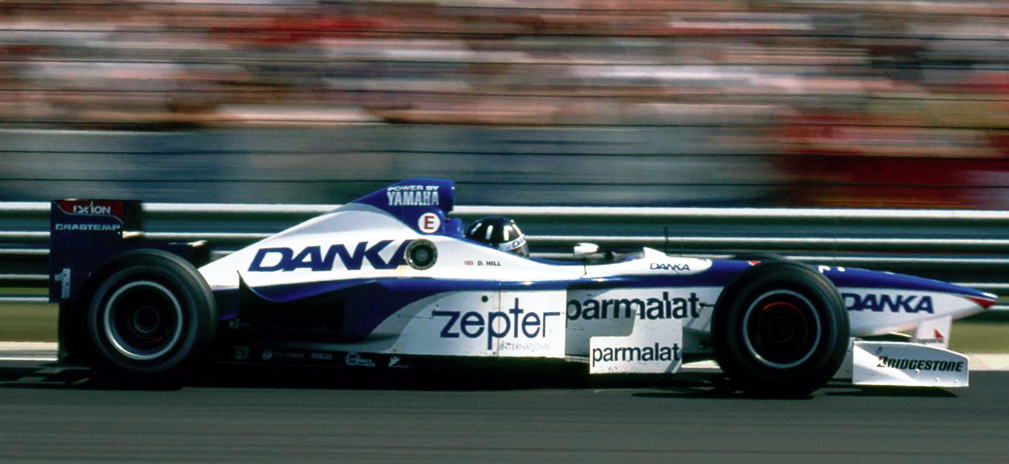
Damon Hill podczas Grand Prix Węgier 1997

Kilka dni przed wyścigiem na torze Hungaroring, Damon Hill łączony był z miejscem w zespole Sauber lub McLaren. W sesji kwalifikacyjnej do Grand Prix Węgier, Hillowi udało się zająć trzecie miejsce, ze stratą 0,372 sekund do Michaela Schumachera, natomiast Diniz zajął dopiero dziewiętnastą pozycję. Na starcie wyprzedził swojego byłego partnera zespołowego, a po sześciu okrążeniach objął prowadzenie. Na 25. okrążeniu zjechał do alei serwisowej, gdzie stracił prowadzenie na rzecz Heinza-Haralda Frentzena, lecz cztery okrążenia później odzyskał prowadzenie. Przewaga Hilla nad resztą stawki wciąż rosła i choć zjechał na 51. okrążeniu po raz drugi na pit-stop, Brytyjczyk obronił pozycję lidera wyścigu. Pod koniec wyścigu zaczął mieć kłopoty z przepustnicą i będący na drugiej pozycji Jacques Villeneuve stopniowo zmniejszał stratę. Kanadyjczyk na ostatnim okrążeniu wyprzedził brytyjskiego kierowcę i wygrał wyścig. Ostatecznie Hill dojechał do mety na drugiej pozycji, mając ponad jedenaście sekund przewagi nad trzecim Johnnym Herbertem. Po wyścigu Brytyjczyk powiedział:

Byłem zdumiony, gdy dotarłem do mety. Jestem naprawdę zadowolony z drugiego miejsca, ale mam mieszane emocje. Bardzo chciałem wygrać ten wyścig, ale drugie miejsce to i tak dobry wynik.

Tom Walkinshaw przyznał, że opony Bridgestone były mocne i zespół skoncentrował się na pracy podczas treningów by dobrze wypaść w wyścigu, zaznaczając, że cały pakiet zaczyna być coraz lepszy. Pedro Diniz na początku wyścigu musiał najpierw poradzić sobie z kierowcami Minardi, którzy próbowali zepchnąć go z drogi, co kosztowało go kilka pozycji, by na 55. okrążeniu, będąc na dziesiątym miejscu, wycofać się z rywalizacji wskutek awarii elektrycznej. Po wyścigu zespół odkrył przyczynę problemów Hilla na ostatnich okrążeniach – awaria przepustnicy była spowodowana zepsutą podkładką wartą 50 pensów. Po eliminacji, ekipa ruszyła na kolejną sesję testową na Silverstone, uczestnicząc w dniach 13–14 sierpnia. Pierwszego dnia jeździł Pedro Diniz, który przejechał dziewiętnaście okrążeń, a jego najlepszy czas wynosił 1:25.02, co sklasyfikowało go na czwartej pozycji. W następnym dniu brazylijskiego kierowcę zastąpił Damon Hill, który pokonał 35 okrążeń, a jego rezultat 1:24.21 dał mu trzecie miejsce.
Przed rundą na torze Circuit de Spa-Francorchamps wciąż było głośno o posadzie Hilla. Dziennik The Sun poinformował, że Brytyjczyk odrzucił ofertę McLarena, która opiewała się na dwóch milionach dolarów pensji plus milion za zwycięstwo, co miało być uznane przez Hilla za „obraźliwe”. Też informowano, że Sauber miał zaproponować mistrzowi świata pensję w wysokości sześciu milionów dolarów. Kwalifikacje do Grand Prix Belgii, Diniz i Hill ukończyli odpowiednio na ósmej i dziewiątej pozycji. Po raz drugi w sezonie obaj zostali sklasyfikowani – Brazylijczyk ukończył zmagania na siódmym miejscu, ze stratą prawie półtorej minuty do Schumachera. Hill zaś zaczął wyścig od opon pośrednich i dalej kontynuował gdy reszta stawki przerzuciła się na opony typu slick – to oznaczało dodatkowy pit-stop i utratę jednego okrążenia. Na ostatnim kółku zjechał do alei serwisowej, czując że przednie kolo się obluzowuje – ze względu na przejechanie 90% dystansu został on sklasyfikowany na trzynastej pozycji. Kilka dni po wyścigu, Eddie Jordan zaprzeczył, że chce podpisać z Brytyjczykiem kontrakt na sezon 1998 i chce utrzymać dotychczasowy skład kierowców, choć Flavio Briatore chciał przenieść Giancarlo Fisichellę do Benettona. W odpowiedzi, Alain Prost liczył na zatrudnienie Hilla i pod koniec miesiąca mieli rozpocząć rozmowy w tej sprawie.
W sesji kwalifikacyjnej do Grand Prix Włoch, Hill był czternasty, Diniz trzy pozycje niżej. Obaj przedwcześnie zakończyli eliminację – Brazylijczyk na czwartym okrążeniu miał awarię tylnego zawieszenia, a Brytyjczyk miał awarię silnika na 46. okrążeniu.'
W dniach 10–11 września Arrows testował na torze Silverstone, a ich kierowcą w czasie trwania sesji był Pedro Diniz. Brazylijczyk przejechał w sumie 69 okrążeń, a najlepszy czas wynosił 1:24.64. Kilka dni przed pierwszym od dziesięciu lat wyścigiem o Grand Prix Austrii, Tom Walkinshaw oznajmił, że Mika Salo zostanie partnerem zespołowym Pedro Diniza w sezonie 1998.

Bardzo uważnie przyjrzeliśmy się wszystkim opcjom i po omówieniu sprawy z naszymi partnerami technicznymi i sponsorami zdaliśmy sobie sprawę, że Mika będzie dla nas najbardziej odpowiednim kierowcą. Przeżyliśmy rok nauki na wiele sposobów i jestem pewien, że niewątpliwe talenty Miki i Pedro zapewnią idealne partnerstwo, które poprowadzi nas do przodu. Ogłaszając skład, chcę podziękować Damonowi Hillowi za cały jego wkład w zespół w tym roku.

19 września, czyli dwa dni po ogłoszeniu Arrowsa, Hill podpisał kontrakt na sezony 1998–1999 z zespołem Jordan Grand Prix, mimo informacji Euronews, że został on kierowcą Prost Grand Prix. Zespół podpisał z nim kontrakt jeszcze we Włoszech, co miało sugerować, że Jordan był pierwszą opcją brytyjskiego kierowcy

Oczywiście jestem zachwycony, że podpisałem kontrakt z Damonem. To daje nam mieszankę młodości i doświadczenia, a Ralf i Damon tworzą bardzo ekscytujący skład na przyszły sezon. Próbowaliśmy zdobyć Damona w zeszłym roku, ale nie zrobiliśmy tego, więc podpisaliśmy dwóch młodych kierowców i zainwestowaliśmy pieniądze w techniczne strony. Teraz, rok później, jesteśmy w stanie podpisać Damona i mamy nadzieję, że pomoże nam to stać się zwycięską drużyną.

Kwalifikacje do rundy na torze A1-Ring, Hill zakończył na siódmym miejscu, Diniz – na siedemnastej pozycji. Hill utrzymał pozycję startową do końca wyścigu, natomiast Diniz miał awarię amortyzatora w momencie, kiedy był dziesiąty. Brytyjczyk po wyścigu powiedział, że o ile samochód jest dobry na zakrętach, to jest beznadziejny przy przyspieszeniach.
Sesję kwalifikacyjną do Grand Prix Luksemburga, Hill i Diniz zakończyli odpowiednio na trzynastym i piętnastym miejscu. Punkty zdobył Pedro Diniz, który ukończył wyścig na piątej pozycji, mając ponad 40 sekund straty do Villeneuve’a, natomiast Damon Hill był ósmy, o ponad półtorej sekundy wolniej od kolegi zespołowego. Hill miał szansę na punkty, lecz utknął podczas wizyty w alei serwisowej, co nie spodobało się szefowi Arrowsa. W dniach 30 września–2 października, Diniz uczestniczył w sesji na torze w Magny-Cours, gdzie przejechał 40 okrążeń i miał czas 1:16.02, o 0,22 sekundy wolniej od najszybszego Oliviera Panisa. Następnego dnia testował samochód w specyfikacji na przyszły sezon, mając wynik 1:20.98, zaś w oponach przeznaczonych na ten sezon pojechał 2,7 sekundy szybciej. Ostatniego dnia testował całkowicie samochód na sezon 1998 i uzyskał wynik 1:22.12, pokonując 27 okrążeń.
W kwalifikacjach do Grand Prix Japonii, Pedro Diniz był szesnasty, Damon Hill siedemnasty. Obaj ukończyli rundę – Hill ukończył rywalizację na jedenastej pozycji, tuż za kolegą zespołowym.
Kwalifikacje do ostatniego wyścigu sezonu, Grand Prix Europy, Damon Hill zakończył na czwartej pozycji, zaś Pedro Diniz został sklasyfikowany na trzynastym miejscu. Hill po kwalifikacjach przyznał, że gdyby Ukyō Katayama nie obrócił się, zdobyłby pole position. Obaj przedwcześnie zakończyli start – na 11. okrążeniu Pedro Diniz wypadł z trasy, zaś na 47. kółku Damon Hill miał awarię skrzyni biegów.
W klasyfikacji kierowców w sezonie 1997, Hill zajął dwunastą pozycję, zdobywając siedem punktów, Diniz natomiast został sklasyfikowany na szesnastej pozycji z dwoma punktami. W klasyfikacji konstruktorów, zespół Arrows został sklasyfikowany na dziewiątej pozycji, uzyskawszy dziewięć punktów. 17 lutego 1998, Arrows zaprezentował następcę modelu A18, Arrows A19 napędzany jednostkami własnej produkcji. W rzeczywistości były to jednostki wyprodukowane przez firmę Hart Racing Engines, którą nabył Tom Walkinshaw.

## Wyniki w Formule 1
| Legenda oznaczeń w tabelach wyników Wyświetl szablon na nowej stronie | Legenda oznaczeń w tabelach wyników Wyświetl szablon na nowej stronie                                                                     |
| Oznaczenie                                                            | Wyjaśnienie |
| --------------------------------------------------------------------- | --- |
| Złoty                                                                 | Zwycięzca lub mistrzostwo |
| Srebrny                                                               | 2. miejsce lub wicemistrzostwo |
| Brązowy                                                               | 3. miejsce lub II wicemistrzostwo |
| Zielony                                                               | Ukończył, punktował (w klasyfikacji generalnej, gdy zdobył co najmniej jeden punkt na przestrzeni sezonu, poza trzema powyższymi opcjami) |
| Niebieski                                                             | Ukończył, nie punktował (w klasyfikacji generalnej, gdy nie zdobył co najmniej jednego punktu na przestrzeni sezonu)                      |
| Czerwony                                                              | Nie zakwalifikował się (NZ) |
| Czerwony                                                              | Nie prekwalifikował się (NPK) |
| Różowy                                                                | Nie ukończył (NU) |
| Różowy                                                                | Niesklasyfikowany (NS) (w klasyfikacji generalnej, gdy nie został sklasyfikowany w żadnym wyścigu sezonu)                                 |
| Czarny                                                                | Zdyskwalifikowany (DK) |
| Czarny                                                                | Wykluczony (WYK/EX) |
| Biały                                                                 | Nie wystartował (NW) |
| Biały                                                                 | Kontuzjowany (K/INJ) |
| Biały                                                                 | Wyścig odwołany (OD/C) |
| Bez koloru                                                            | Został wycofany (WYC/WD) |
| Bez koloru                                                            | Nie przybył (NP/DNA) |
| Bez koloru                                                            | Nie brał udziału w treningach (NT/DNP) |
| Bez koloru                                                            | Nie został zgłoszony (–) |
| Pogrubienie                                                           | Start z pole position |
| Kursywa                                                               | Najszybsze okrążenie wyścigu |
| †                                                                     | Nie ukończył, ale jego rezultat został zaliczony ze względu na przejechanie więcej niż 90% dystansu wyścigu.                              |
| *                                                                     | Sezon w trakcie |
| 1/2/3                                                                 | Punktowana pozycja w sprincie |
| Lista systemów punktacji Formuły 1                                    | |

| Sezon | Zespół              | Silnik | Kierowcy    | Wyniki w poszczególnych eliminacjach | Wyniki w poszczególnych eliminacjach | Wyniki w poszczególnych eliminacjach | Wyniki w poszczególnych eliminacjach | Wyniki w poszczególnych eliminacjach | Wyniki w poszczególnych eliminacjach | Wyniki w poszczególnych eliminacjach | Wyniki w poszczególnych eliminacjach | Wyniki w poszczególnych eliminacjach | Wyniki w poszczególnych eliminacjach | Wyniki w poszczególnych eliminacjach | Wyniki w poszczególnych eliminacjach | Wyniki w poszczególnych eliminacjach | Wyniki w poszczególnych eliminacjach | Wyniki w poszczególnych eliminacjach | Wyniki w poszczególnych eliminacjach | Wyniki w poszczególnych eliminacjach | Wyniki kierowców | Wyniki kierowców | Wyniki konstruktora | Wyniki konstruktora |
| Sezon | Zespół              | Silnik | Kierowcy    | Australia                            | Brazylia                             | Argentyna                            | San Marino                           | Monako                               | Hiszpania                            | Kanada                               | Francja                              | Wielka Brytania                      | Niemcy                               | Węgry                                | Belgia                               | Włochy                               | Austria                              | Luksemburg                           | Japonia                              | Unia Europejska                      | Pkt.             | Msc.             | Pkt.                | Msc.                |
| ----- | ------------------- | ------ | ----------- | ------------------------------------ | ------------------------------------ | ------------------------------------ | ------------------------------------ | ------------------------------------ | ------------------------------------ | ------------------------------------ | ------------------------------------ | ------------------------------------ | ------------------------------------ | ------------------------------------ | ------------------------------------ | ------------------------------------ | ------------------------------------ | ------------------------------------ | ------------------------------------ | ------------------------------------ | ---------------- | ---------------- | ------------------- | ------------------- |
| 1997  | Danka Arrows Yamaha | Yamaha | Damon Hill  | NU                                   | 17                                   | NU                                   | NU                                   | NU                                   | NU                                   | 9                                    | 12                                   | 6                                    | 8                                    | 2                                    | 13                                   | NU                                   | 7                                    | 8                                    | 11                                   | NU                                   | 7                | 12               | 9                   | 8                   |
| 1997  | Danka Arrows Yamaha | Yamaha | Pedro Diniz | 10                                   | NU                                   | NU                                   | NU                                   | NU                                   | NU                                   | 8                                    | NU                                   | NU                                   | NU                                   | NU                                   | 7                                    | NU                                   | 13                                   | 5                                    | 12                                   | NU                                   | 2                | 16               | 9                   | 8                   |